# Drei Höfe
Drei Höfe is een gemeente in het district Wasseramt dat behoort tot het Kanton Solothurn. Drei Höfe heeft 745 inwoners.

## Geschiedenis
Drei Höfe is een fusiegemeente die op 1 januari 2013 ontstaan uit de gemeenten Heinrichswil-Winistorf en Hersiwil.

## Geografie
Drei Höfe heeft een oppervlakte van 4,56 km² en grenst aan de buurgemeenten Aeschi, Etziken, Halten, Hellsau, Höchstetten, Horriwil, Oekingen, Recherswil, Seeberg en Willadingen.
Drei Höfe heeft een gemiddelde hoogte van 475 meter.

## Politiek
In het gemeentebestuur van Drei Höfe is de Zwitserse Volkspartij de grootste partij met 32,9% van de zetels, de Sociaaldemocratische Partij van Zwitserland met 16,5%, de Cristendemocratische Volkspartij met 13,6%, de Vrijzinnig Democratische Partij.De Liberalen met 12,6%, de Groene Partij van Zwitserland met 7,7%, de Grünliberale Partei met 6,6%, de Burgerlijk-Democratische Partij met 5,8% van de zetels, de Evangelische Volkspartij 0,2% van de zetels en de overige partijen 4,0% van de zetels.